# Nicolaaskerk (Krommenie)
Nicolaaskerk (voormalig: Hervormde Kerk) is een kerk die is gelegen aan het Kerkplein 1 in het Noord-Hollandse Krommenie. De laatgotische eenbeukige kerk met smaller driezijdig gesloten koor heeft op de westgevel een houten toren.
De kerk dient niet te worden verward met de markante oud-katholieke Nicolaas-kerk aan de Noorderhoofdstraat in Krommenie.

## Geschiedenis
De kerk is gebouwd op de plaats waar voorheen een kapel lag. Wanneer deze is gesticht is niet exact bekend. De eerste bronnen vermelden dat de al bestaande kapel rond 1360 werd overgedragen aan de abt van Egmond, ter vermijding van twisten. Het huidige kerkgebouw stamt vermoedelijk uit tussen 1395 en 1400. Paus Bonifatius IX droeg op 25 oktober 1399 de abt van Egmond op om de kapel van de heilige Nicolaas in Crommenye af te scheiden van de parochiekerk te Uuthgeest en deze tot parochiekerk te verheffen. Op 19 februari 1574 ging het halve dorp inclusief kerk in vlammen op door een aanval door Spaanse troepen. De rondtrekkende Spanjaarden plunderden en brandden het overgebleven deel af. 
De kerk werd in 1657-1658 na de brand in de Tachtigjarige Oorlog ingrijpend hersteld en vergroot. De toren is vermoedelijk nog grotendeels uit de oorspronkelijke bouwtijd.
Sinds 1968 staat de kerk als rijksmonument ingeschreven in het monumentenregister. Tussen 1964 en 1969 werd de kerk gerestaureerd. Hierbij is onder meer de buiten bepleistering uit 1873 bijna in het geheel vervangen. In 2009  is de entree van de kerk vernieuwd en zijn enkele nevenruimtes gerealiseerd. In 2008 kreeg de kerk zijn oude naam weer terug.

## Interieur
In de kerk bevindt zich een preekstoel (1658), doophek en herenbank (beide 17e eeuw) en scheepsmodel (19e eeuw). Het orgel met Hoofdwerk en Bovenwerk stamt uit 1838 en is oorspronkelijk gebouwd door J. Bätz en Co. voor de Doopsgezinde Kerk Oostzijde in Zaandam. Achter het orgel toont het beschilderde houten schot (1737) een voorstelling van de Tien Geboden. Na de restauratie zijn enkele zerken uit de kerk van Nieuwe Niedorp bijgezet. In de klokkenstoel hangt een klok van Rodolphus de Montigny uit 1396.

## Foto's

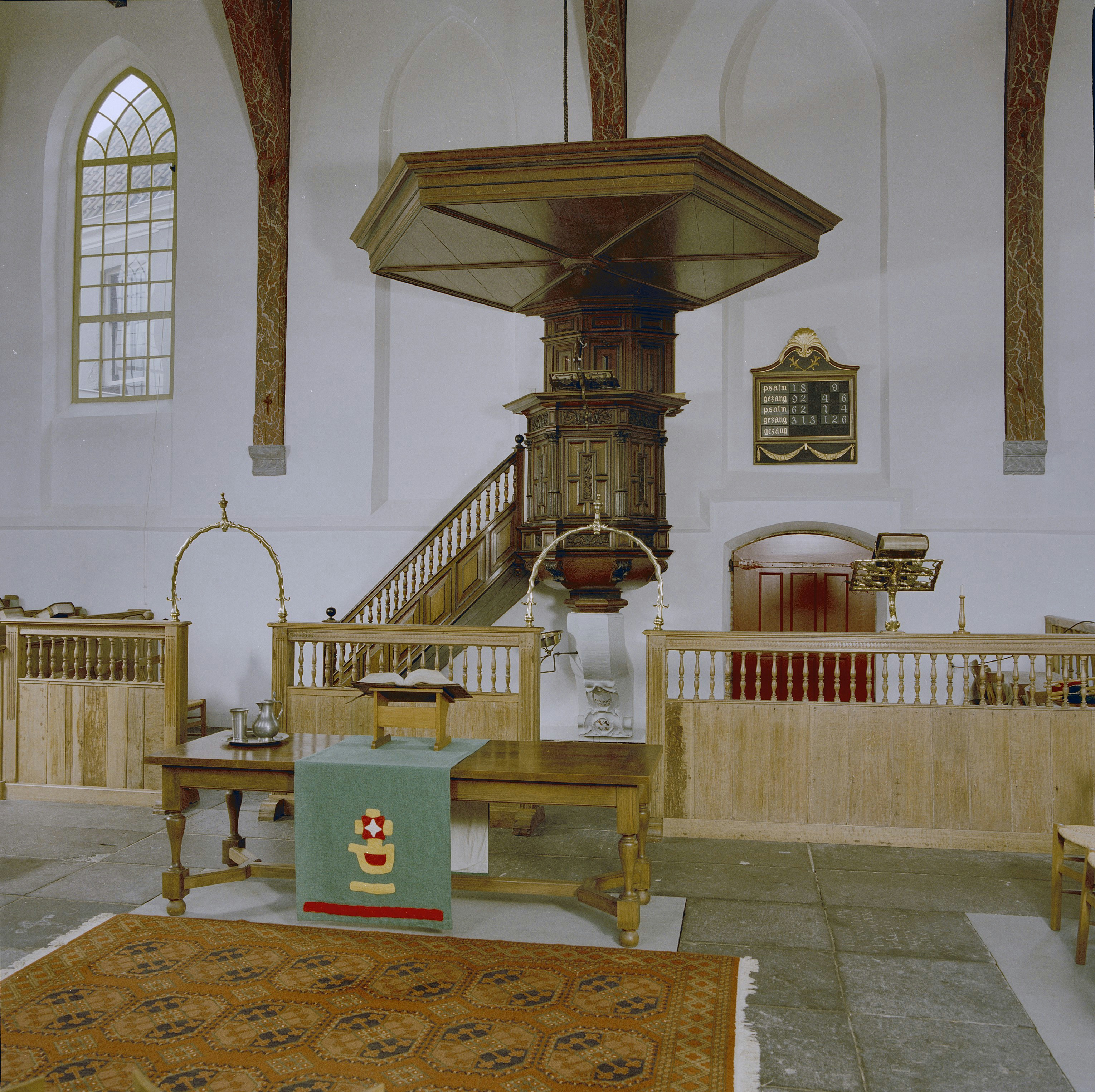
Preekstoel
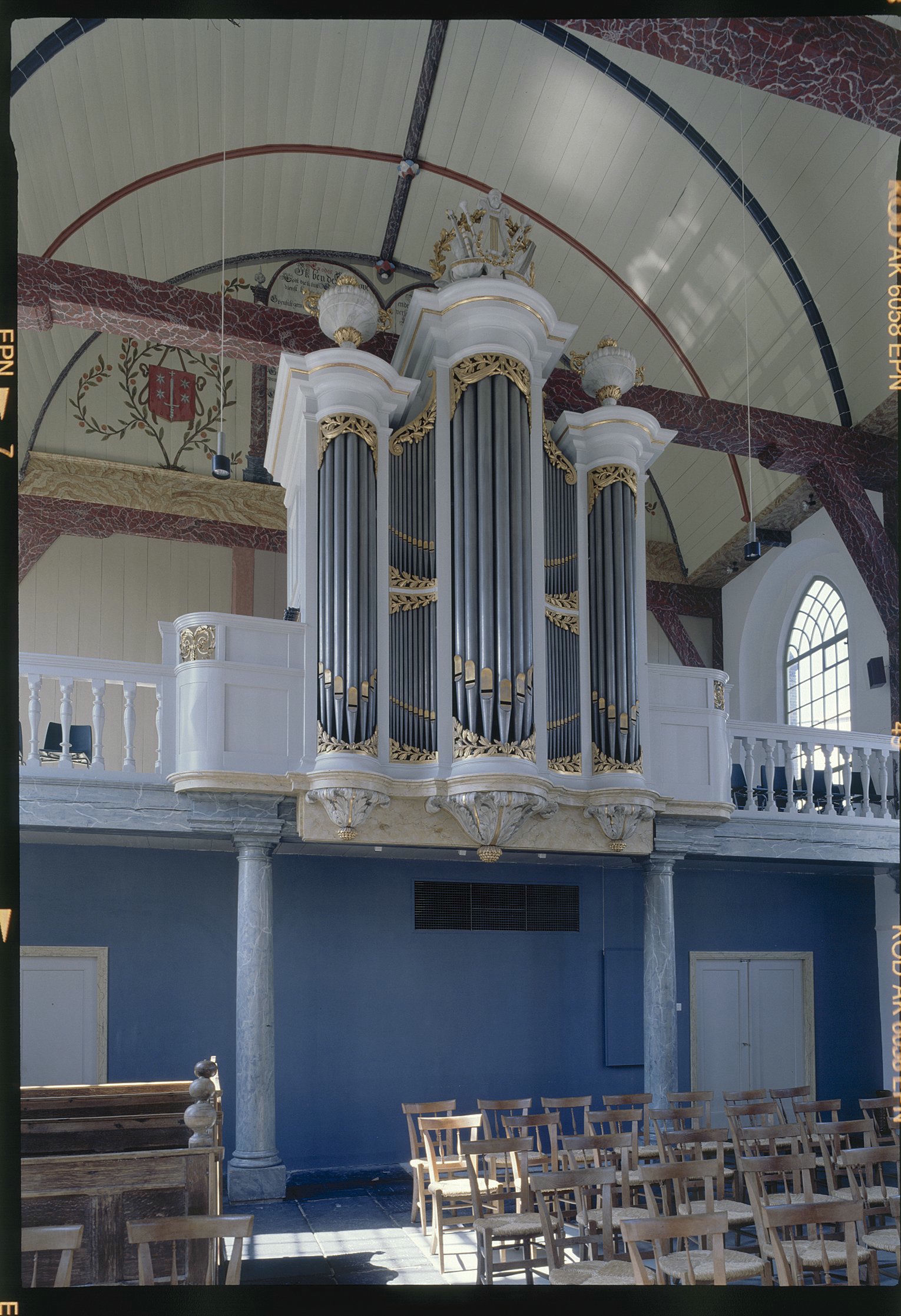
Orgel
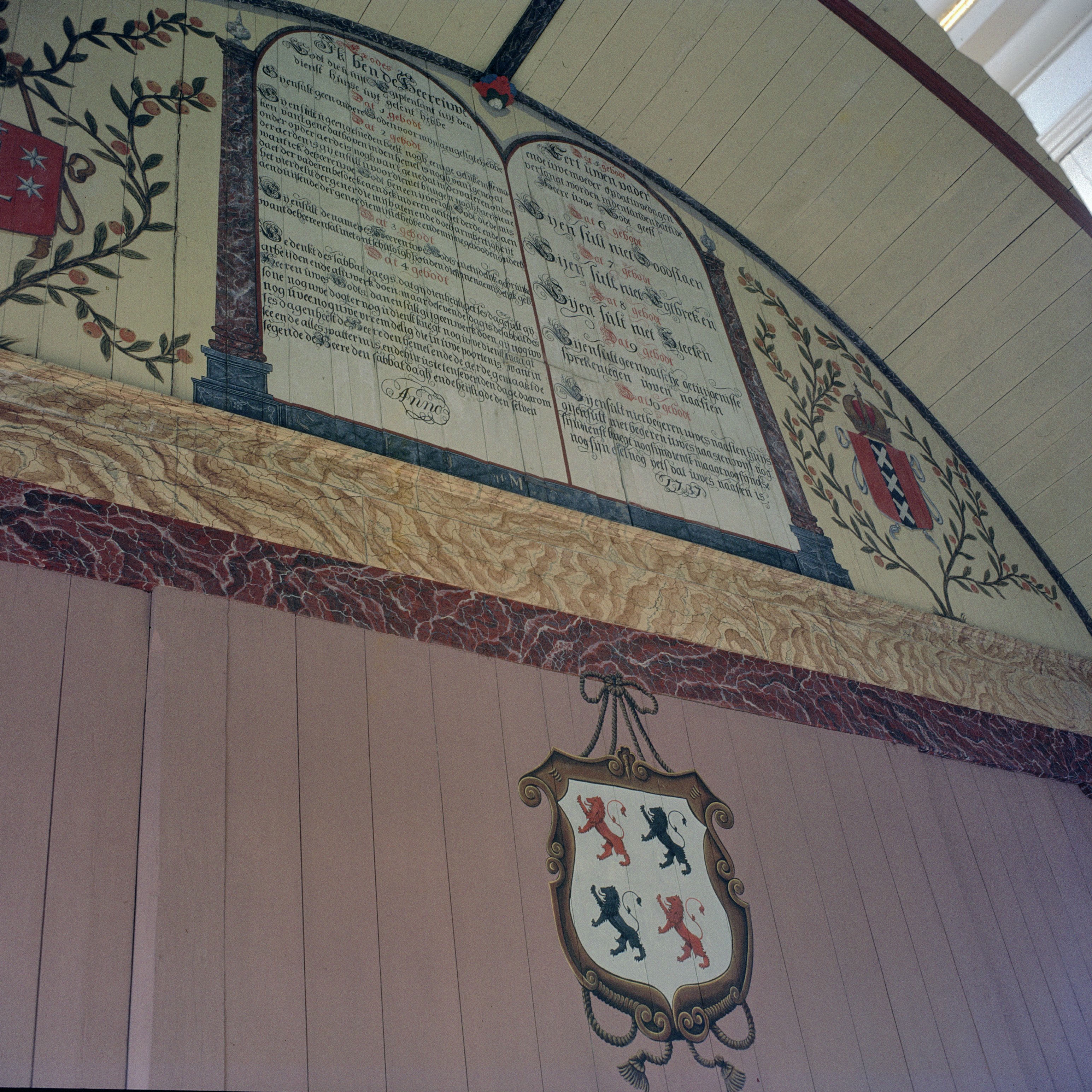
Tiengeboden